# 암라카르다바
암라카르다바는 굽타 제국의 찬드라굽타 2세 황제를 섬겼던 수쿨리데샤(현재의 마디아프라데시주) 출신의 장군이었다. 그는 뛰어난 군사적 기량으로 유명했으며, 사카 전쟁을 포함한 많은 주요 전투에서 싸워 승리했다.

## 어원
첫 부분인 "암라"는 개인적인 이름이 되었을 때 망고 나무를 의미할 수 있다. 두 번째 부분인 "카르다바"는 신화적인 인도의 뱀 어머니인 "카드루"에서 유래한다. 전치 과정을 통해 "카드라바"가 "카르다바"가 되며, 이는 "카드루에게서 태어난"을 의미한다. 이는 지하 세계에 사는 뱀 악마인 나가와의 관계를 나타낸다.
이러한 해석의 또 다른 명백한 지표는 남인도의 원주민 공동체와 하위 카스트에서 자주 사용되는 모계 이름이다. 따라서 "암라카르다바"는 가장 잘 이해되는 상호텍스트이다.

## 군사적 업적
암라카르다바의 군사 경력은 그가 "많은 전투에서 승리와 명예의 깃발"을 얻었다고 말하는 비문에 강조되어 있다. 이 전사는 찬드라굽타 2세 황제와 함께 굽타-사카 전쟁에 참여한 중요한 업적 중 하나를 달성했다.

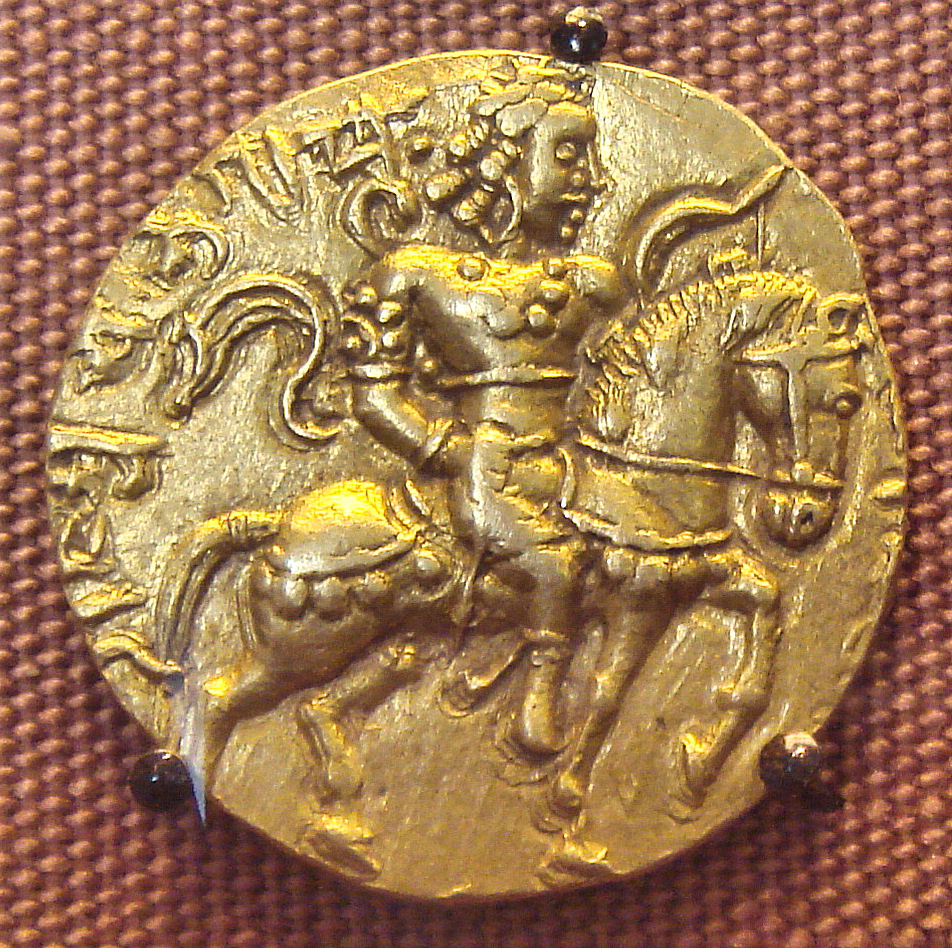
갑옷을 입은 말을 탄 찬드라굽타 2세가 왼손에 활을 들고 있는 모습을 담은 8그램 금화. 왼쪽 상단 사분면에 Cha-gu-pta라는 이름이 보인다.

빌사에서 북서쪽으로 약 2마일 떨어진 우다야기리 언덕에 있는 동굴 중 하나에서 발견된 비문은 찬드라굽타 2세를 섬기던 비라세나라는 대신이 삼부에게 동굴을 헌납했다고 기록하고 있다. 이 장식 없는 비문은 사카 전쟁을 언급하는 것으로 여겨진다.
굽타 연호 93년(그레고리력 412~413년)으로 거슬러 올라가는 두 번째 비문은 암라카르다바가 그곳에 있던 주요 불교 비하라에 기부한 것을 기록하고 있다. 역사가들은 이 기록을 사카 전쟁과 연결시키며, 이 분쟁이 오랫동안 지속되었다고 주장한다.

## 불교 후원
군사적 업적 외에도 암라카르다바는 불교 승원을 후원한 것으로도 알려져 있다. 또한, 그러한 후원은 그의 시대에 사원 부지와 예배 장소에 대한 그의 경제적 후원의 증거이다. 비문에 언급된 기부는 암라카르다바가 산치의 승원에서 불교 승려 열 명과 두 개의 등불을 유지하기 위해 마을과 25디나라를 기부했음을 나타낸다.

## 유산

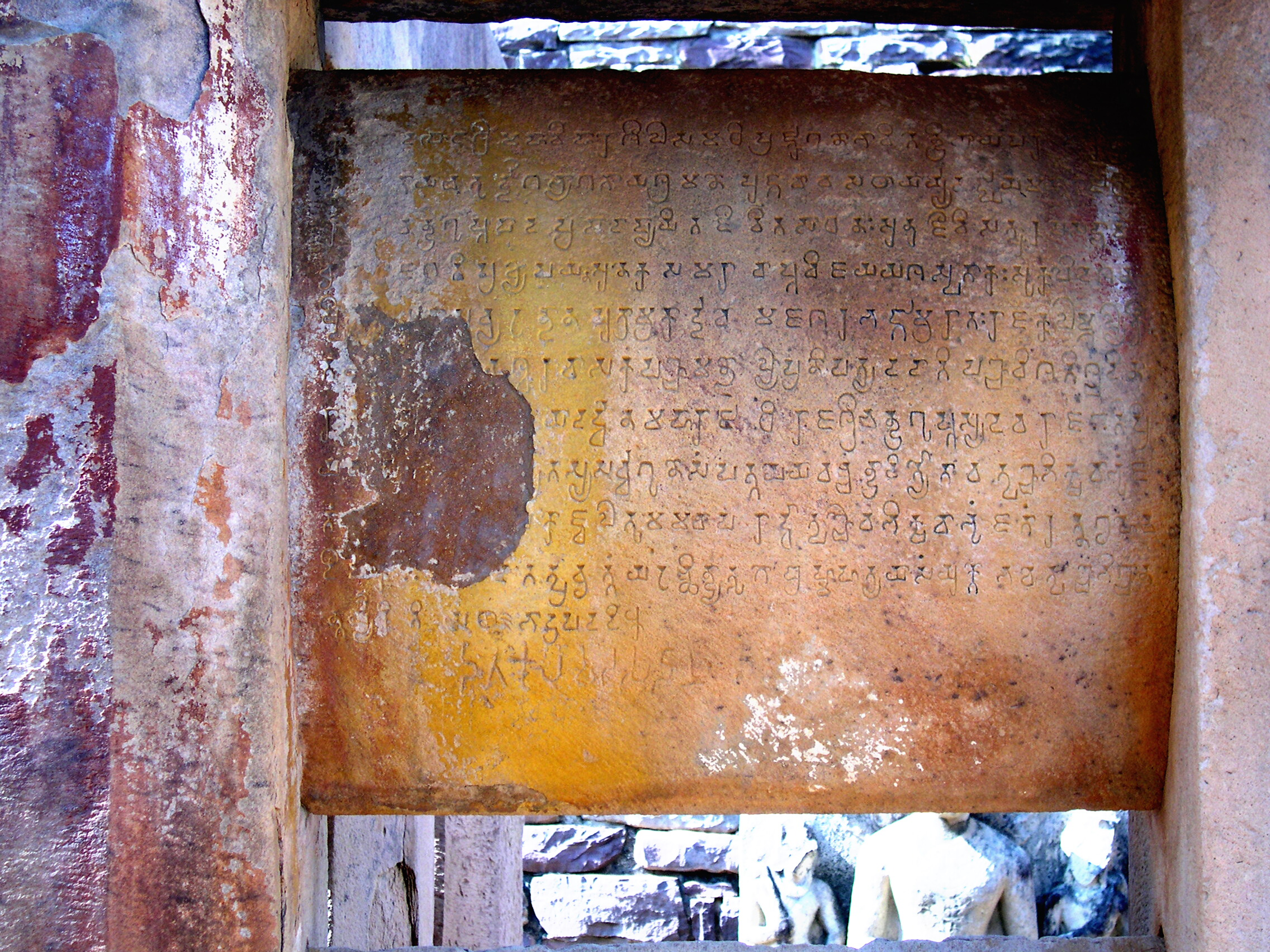
승리한 찬드라굽타 2세의 산치 비문 (412-413년).

암라카르다바는 군인이자 후원자로서 굽타 역사에서 중요한 인물이다. 사카 전쟁에 대한 그의 기여와 불교 후원은 굽타 제국에 대한 그의 다면적인 기여를 강조하는 역할을 한다.

## 같이 보기
- 찬드라굽타 2세
- 비라세나 사바

## 참고 문헌
- Sharma, Tej Ram (1978). 《Personal and Geographical Names in the Gupta Inscriptions》 (영어). Concept Publishing Company.
- Cotterell, Arthur (1998). 《The Pimlico Dictionary of Classical Civilizations: Greece, Rome, Persia, India and China》 (영어). Pimlico. ISBN 978-0-7126-7496-6.
- Ingalls, Daniel H. H. (1976). 《Kālidāsa and the Attitudes of the Golden Age》. 《Journal of the American Oriental Society》 96. 15–26쪽. doi:10.2307/599886. ISSN 0003-0279.
- Goyal, S. R. (1967). 《A history of the Imperial Guptas. With a Foreword by R. C. Majumdar.》.